# Tesagrotis fortiter
Tesagrotis fortiter là một loài bướm đêm trong họ Noctuidae.